# Coelioxys heterozona
Coelioxys heterozona är en biart som beskrevs av Cockerell 1939. Coelioxys heterozona ingår i släktet kägelbin, och familjen buksamlarbin. Inga underarter finns listade i Catalogue of Life.